# Khapgah Shī'ān
Khapgah Shī'ān (persiska: حپگه شیان, Ḩapgah-e Shīān, خبگه شييان) är en ort i Iran.   Den ligger i provinsen Kermanshah, i den västra delen av landet, 500 km väster om huvudstaden Teheran. Khapgah Shī'ān ligger 1 344 meter över havet och antalet invånare är 478.
Terrängen runt Khapgah Shī'ān är kuperad åt nordost, men åt sydväst är den platt. Runt Khapgah Shī'ān är det ganska tätbefolkat, med 60 invånare per kvadratkilometer. Närmaste större samhälle är Ḩomeyl, 7,3 km söder om Khapgah Shī'ān. Omgivningarna runt Khapgah Shī'ān är i huvudsak ett öppet busklandskap.